# Apachite
La apachite è un minerale.